# Acosmetia confusa
Acosmetia confusa är en fjärilsart som beskrevs av Alfred Ernest Wileman 1915. Acosmetia confusa ingår i släktet Acosmetia och familjen nattflyn. Inga underarter finns listade i Catalogue of Life.